# Tralee Castle
Tralee Castle (irisch Caisleán Thrá Lí) ist eine abgegangene Burg im Zentrum von Tralee im irischen County Kerry. Sie gehörte der Famille Denny. Heute ist davon nichts mehr erhalten. Der Burgstall liegt heute am nördlichen Ende des großen Stadtparks.

## Geschichte
Die Stadtburg wurde im beginnenden 13. Jahrhundert durch John FitzGerald, 1. Baron of Desmond, erbaut, der gleichzeitig den Ort Tralee um 1216 gründete.
1580 in der Earl of Desmond-Rebellion wurde die Burg erstmals zerstört. 1586 nach Niederschlagung der irischen Rebellion kam Stadt und Burg an Ritter Sir Edward Denny. Schon 1598 wurde die Burg erneut zerstört und danach bis 1627 wiederaufgebaut. 1641/42 wird die Burg erneut zerstört und 1653 für Sir Arthur Denny (1629–1673), ab 1656 High Sheriff of Kerry, erneuert.

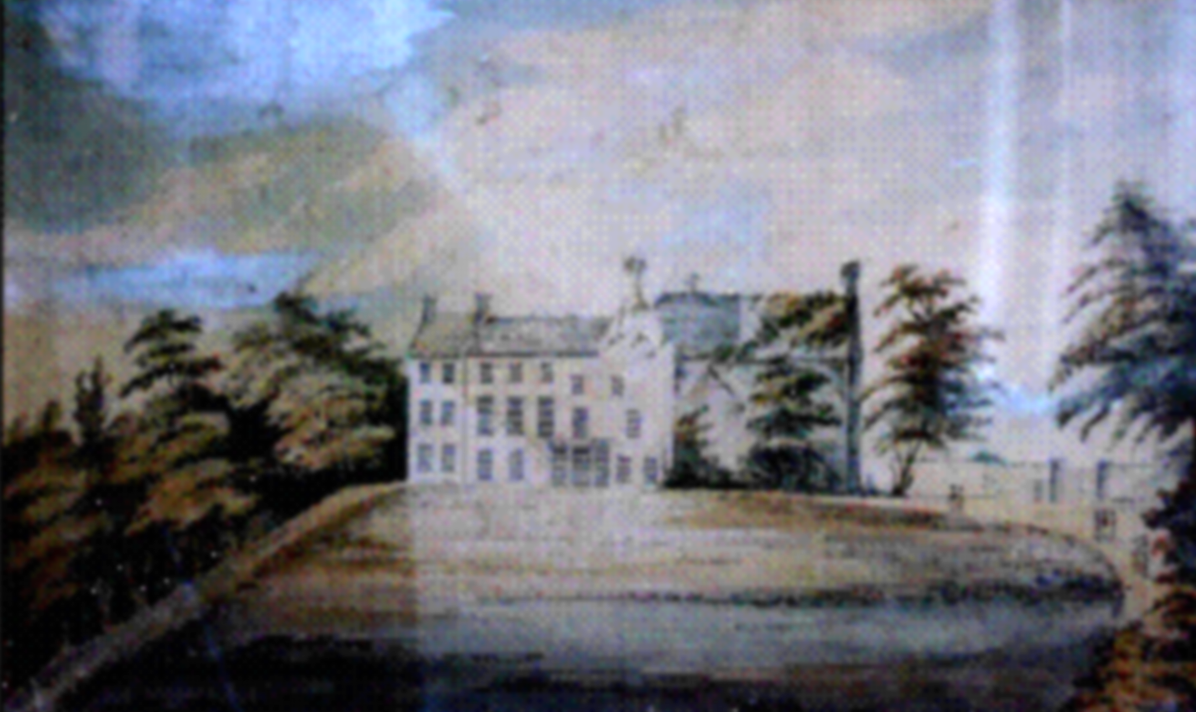
Das nach 1691 von einer Burg zum Schloss/Herrenhaus umgebaute Anwesen der Denny Baronetschaft. Blickrichtung von der Südseite (Park) auf das in Ost-West Richtung liegende Herrenhaus. Gemalt zwei Jahre vor der Niederlegung.

Ihre vierte Zerstörung erleidet die Burg 1691, wird aber erneut, diesmal aber als Schloss und Herrenhaus aufgebaut. Ab 1782 war der Herrschaftssitz Mittelpunkt der Denny Baronetschaft. 1826 wurde das Anwesen endgültig niedergelegt. Der heutige Park of Tralee gehörte früher zum Grundbesitz der Burg. An seinem südwestlichen Ende befindet sich eine künstliche Grotte aus behauenen Steinen, die dem Buch von Jane O'Hea O'Keeffe von 2013 zufolge um 1800 mit Steinen des Anwesens erbaut wurde.

## Beschreibung
Über die Burg sind kaum Angaben bekannt. Eine Stadtkarte von 1756 zeigt die Anlage als zweiteiliges quadratisches Anwesen mit dem Eingang nach Norden zur Hauptstraße ausgerichtet, einem L-Flügel nach Westen und Südwesten und einem Teil im Osten; ein Park folgte südlich der Burg.
Eine Zeichnung von Sarah Harnett aus 1824 zeigt das Herrenhaus kurz vor der Niederlegung als dreistöckiges vierteiliges Gebäude: westlich eines Mittelrisalits mit spitzem nach Süden weisenden Giebel zwei architektonisch getrennte Gebäudeteile mit einem dreiteiligen Eingang direkt am Mittelrisalit, der der Zeichnung nach kaum vorsprang, und einem mit Efeu belegten augenscheinlich fensterlosen Ostteil, dem aber ein Eingang mit Dreiecksgiebel zugeordnet ist.